# Storify
Storify és una plataforma online que permet redactar un article, notícia o història i desenvolupar-la i compondre-la utilitzant les informacions que circulen per les xarxes socials com a font d'informació. Entre les xarxes socials que es poden utilitzar hi ha Twitter, Facebook, YouTube, Flickr, Instagram, entre d'altres. Un aspecte interessant de Storify és que l'article publicat en aquesta plataforma es pot incrustar a qualsevol altre mitjà en línia, com per exemple també es pot fer amb els vídeos de Youtube.

## Funcionament
El seu funcionament és bastant senzill, se seleccionen els continguts que es volen afegir a l'article a través de la cerca en un cercador de la mateixa pàgina i tots queden agregats a una columna en l'ordre que vulgui l'autor. Els continguts conserven l'enllaç al missatge original i al seu autor. A més, també es pot afegir text entre els continguts per explicar les entrades o donar un sentit cronològic a la peça. Al finalitzar, cada història té la seva pròpia pàgina dins Storify on pot ser consultada.

## Creació
La idea la tenen l'any 2009 a Stanford (Califòrnia) el periodista nord-americà Burt Herman i el programador informàtic belga Xavier Damman, però és al setembre de 2010 quan finalment el projecte veu la llum.